# Zigmantas Balčytis
Zigmantas Balčytis (Šilutė, 16 novembre 1953) è un politico lituano.
È stato Primo ministro ad interim della Lituania per circa un mese, dal giugno al luglio 2006.
Il suo incarico ha fatto seguito alle dimissioni di Algirdas Brazauskas, ma non venne approvato dal Parlamento.
Si è candidato alle elezioni presidenziali in Lituania del 2014 sostenuto dal Partito Socialdemocratico di Lituania, ma arrivò al secondo posto dietro a Dalia Grybauskaitė.